# Хронология вторжения США и их союзников в Ирак (2003)
Ниже приведена хронология вторжения США и их союзников в Ирак:

## 16 марта
- Силы специального назначения США вступают в Ирак с целью проведения дальних миссий по мобильности в пустыни и с целью проникновения в страну и совершения налётов на ключевые объекты вдоль границы с Саудовской Аравией[1].

## 17 марта
- Президент США Джордж Буш младший выступил с телевизионным обращением к миру, в котором он подводит итоги событий последних нескольких месяцев между США и Ираком. Он требует, чтобы Саддам Хусейн ушёл в отставку и покинул Ирак в течение двух дней, иначе США и их союзники вторгнутся в Ирак и свергнут его режим[2].

- Робин Кук уходит с поста лидера Палаты общин Великобритании в знак протеста против поддержки премьер-министром Великобритании Тони Блэром возможного вторжения в Ирак[3].

## 18 марта
По всему миру начинаются протесты против возможного вторжения в Ирак:
- В Австралии протестующие написали на здании Сиднейского оперного театра лозунг «НЕТ ВОЙНЕ»[4][5]. Это произошло после того, как премьер-министр Австралии Джон Говард объявил, что направит войска в любую войну против Ирака под руководством Америки.

- Бывший офицер ВМС Австралии сжёг свою форму возле здания парламента Австралии.

- В Дании, незадолго до пресс-конференции протестующие облили красной краской премьер-министра Андерса Фога Расмуссена за его проамериканскую позицию[6].

- В Великобритании премьер-министр страны Тони Блэр переживает восстание внутри своей собственной партии. Он хочет добиться парламентской поддержки вторжения в Ирак. Но, несмотря на это 159 членов парламента от Лейбористской  партии голосуют против поддержки вторжения[7][8].

## 19 марта
- В ходе протестов против вторжения в Ирак, демонстранты Гринпис приковывают себя цепями к воротам резиденции премьер-министра Австралии[9][10].

- Вечером, Президент США Джордж Буш младший выступил с обращением к миру в котором тот объявил о начале вторжения США и их союзников в Ирак.

## 20 марта
Время ниже указано по всемирному координированному времени, известное как UTC:
- Вскоре после того как в 01:00 истёк 48-часовой срок, предоставленный США Саддаму Хусейну и его сыновьям для того, чтобы покинуть Ирак, начались первые атаки на Багдад.

- 2:30 UTC — сообщается о взрывах в Багдаде в результате которых были повреждены гражданские здания. Министерство обороны США позже заявило, что атака состояла из 36 ракет Томагавк и двух бомб GBU-27, запущенных с F-117, и что целью атаки был военный бункер, в котором, как предполагалось, находились высокопоставленные должностные лица иракского режима, включая самого Саддама Хусейна. Позже, 29 мая, CBS Evening News сообщила, что бункера никогда не существовало[11].

- 3:15 UTC — Президент США Джордж Буш младший заявил, что приказал коалиции начать операцию «Иракская свобода», целью которой было нанесение «атак возможностей» против определённых целей в Ираке[12].

- После трансляции обращения Саддама Хусейна по Иракскому государственному телевидению, США и Великобритания внимательно анализировали отснятый материал, полагая, что речь мог произнести один из его двойников[13]. Однако, в конечном итоге США заявляют, что считают, что обращение действительно было произнесено настоящим Саддамом. Однако пока не установлено, когда было записано обращение. Из-за этого начинаются предположения что Саддам мог быть убить. Однако эти сообщения оказались ложными.

- Было объявлено, что в Ираке действуют австралийские, британские и американские формирования специального назначения.

- Вскоре после первых атак на Багдад, Ирак запустил ряд ракет по целям в Кувейте, в том числе и по размещенным там коалиционным силам[14].

- Коалиционные войска перехватили ракетным комплексом Patriot 2 ракеты Scud запущенные в Кувейт[15], и заявили что они не нанесли никакого ущерба.

- Британские и американские наземные войска вторглись в демилитаризованную зону находящуюся между Ираком и Кувейтом, а затем вошли и в сам Ирак.

- В ночь с 20 по 21 марта 12 британских военнослужащих и четверо американских солдат погибли в результате крушения транспортного вертолёта[16].

## 22 марта
- Авиаудары по Багдаду перенеслись на окраины города.

- Около полуночи 1500 турецких военнослужащих переместились в северный Ирак[17]. Правительство США встретило вмешательство турецких войск с сопротивлением.

- Правительство Германии объявило, что отзовёт немецких специалистов ДРЛОиУ наблюдавших за Турцией, если турецкие войска вступят в бои в северном Ираке. Турция позже отрицала, что перебросила войска в Ирак[18].

- 1:15 UTC — Произошло столкновение двух британских вертолётов Westland Sea King вылетевших с корабля HMS Ark Royal (R07) над Персидским заливом. В результате столкновения погибло шесть британских военнослужащих и один американский солдат[19].